# 시대역량
시대역량(중국어 정체자: 時代力量, 백화자: Sî‑tāi Le̍k‑liōng, 병음: Shídài Lìliàng 스다이리량[*])은 대만의 정당 중 하나로 대만의 밴드인 Chthonic의 보컬인 린창쭤(林昶佐)와 민간사법개혁기금회 전 집행장 린펑정(林峯正), 공민조합(公民組合) 발기인 린스위(林世煜), 인권변호사 추셴즈(邱顯智) 등의 사람이 2015년 1월 25일 만든 진보적 정당이다.
2015년 5월 3일 대만의 마잉주 총통과 집권당 중국국민당이 중국과의 양안경제협력, 특히 노동력을 포함한 서비스 부문의 대폭 개방이 포함된 ECFA 협정 통과를 강행하는 데 항의하여 2014년 3~4월에 발생한 중화민국 입법원 점거 사건인 태양화 운동(太陽花運動)의 주요 인물인 황궈창(黃國昌)이 시대역량에 참여하였다. 2016년에 당 집행주석으로 황궈창이 선출되어 참여하고 있다가, 2020년부터 현재 당 집행주석으로 천쟈오화가 선출되어 참여하고 있다.
시대역량은 "대만의 모든사람들이 인간으로써 꿈을 쫓고 행복할 수 있는, 당연히 존엄하고 평등한 인간의 기본적 지위를 보호할 수 있는 삶을 영위할 수 있게 하기 위해 국민으로써의 동질감, 소속감으로 정치와 자주결정적 권리에 참여한다."를 모토로 하는 정당이다.

## 역사
2015년 공민조합의 분열로 1월 25일 린펑정, 린스위가 주도하는 계열과 소닉 밴드의 보컬 린창쭤 등이 시대역량을 창당하고 린창쭤가 초기 당건립공정대 총대장 및 창당 책임자를 맡았으며 여러 인물들이 규합하여 2016년 중화민국 입법위원 선거에 참여하기로 결정했다.
2015년 5월 3일에는 중국과의 서비스 무역 협정을 반대하는 태양화 학생운동의 중요한 인물인 황궈창이 시대역량에 참여하였다. 2015년 9월 13일에 실시된 시대역량 제1차 당 주석 선거 결과 황궈창이 집행주석에 뽑혔다. 2016년 1월 16일 선거 결과, 시대역량은 113석 중 5석을 차지, 타이완의 제3당이 되었다.

## 역대 선거 결과

### 입법위원 선거
| 실시년도 | 의석 수 | 득표수    | 득표율 | 결과      | 의석 증감 | 지도자     |
| -------- | ------- | --------- | ------ | --------- | --------- | ---------- |
| 2016     | 5 / 113 | 744,315   | 6.11%  | 제3당     | 5석       | 황궈창     |
| 2020     | 3 / 113 | 1,098,100 | 7.75%  | 제4당     | 2석       | 쉬용밍     |
| 2024     | 0 / 113 | 353,670   | 2.57%  | 좌석 없음 | 0석       | 천쟈오화가 |

### 지방 선거
| 실시년도 | 직할시/현시장 | 직할시/현시의원 | 향진시구장 | 향진시구민대표 | 촌리장    | 지도자 |
| 2018     | 0 / 22        | 16 / 912        | 0 / 204    | 0 / 2,148      | 1 / 7,744 | 황궈창 |
| -------- | ------------- | --------------- | ---------- | -------------- | --------- | ------ |

## 같이 보기
- 중화민국의 정치
- 중화민국의 정당
- 타이완의 독립
- 하나의 중국
- 범록연맹